# Easy Rider (bande originale)
La bande originale du film Easy Rider est sortie en 1969 chez Dunhill Records. Composée de classiques du rock, dont l'iconique Born to Be Wild de Steppenwolf, elle a rencontré le même succès que le film, se classant 6e du Billboard.
Deux chansons présentes dans le film sont absentes de l'album : Let's Turkey Trot de Little Eva et Flash, Bam, Pow de The Electric Flag. En outre, n'ayant pu obtenir les droits pour la chanson du Band The Weight, le label Dunhill a demandé à l'un de ses artistes, le groupe Smith, d'en réaliser une reprise.

## Titres
| 1.    | The Pusher                                 | Hoyt Axton                  | Steppenwolf (Steppenwolf)                        | 5:49 |
| 2.    | Born to Be Wild                            | Mars Bonfire                | Steppenwolf (Steppenwolf)                        | 3:37 |
| 3.    | The Weight                                 | Robbie Robertson            | Smith                                            | 4:29 |
| 4.    | Wasn't Born to Follow                      | Carole King, Gerry Goffin   | The Byrds (The Notorious Byrd Brothers)          | 2:03 |
| 5.    | If You Want to Be a Bird (Bird Song)       | Antonia Duren               | The Holy Modal Rounders (The Moray Eels Eat...)  | 2:35 |
| 6.    | Don't Bogart Me                            | Elliot Ingber, Larry Wagner | Fraternity of Man (Fraternity of Man)            | 3:05 |
| 7.    | If 6 Was 9                                 | Jimi Hendrix                | The Jimi Hendrix Experience (Axis: Bold as Love) | 5:35 |
| 8.    | Kyrie Eleison/Mardi Gras (When the Saints) | trad., arr. David Axelrod   | The Electric Prunes (Mass in F Minor)            | 4:00 |
| 9.    | It's Alright, Ma (I'm Only Bleeding)       | Bob Dylan                   | Roger McGuinn                                    | 3:39 |
| 10.   | Ballad of Easy Rider                       | Roger McGuinn, Bob Dylan    | Roger McGuinn                                    | 2:14 |
| 37:38 |                                            |                             |                                                  |      |

## Édition deluxe
La bande originale d'Easy Rider a été rééditée en CD en 2004. Cette réédition comprend l'album original remasterisé, plus un deuxième disque d'autres chansons emblématiques sorties entre 1967 et 1969.
| 1.    | Pushin' Too Hard                     | Sky Saxon                                                                 | The Seeds                   | 2:36 |
| 2.    | I Had Too Much to Dream (Last Night) | Nancie Mante, Annette Tucker                                              | The Electric Prunes         | 2:59 |
| 3.    | (We Ain't Got) Nothing Yet           | Michael Esposito, Ronald Gilbert, Ralph Scala, Emil Thielhelm             | Blues Magoos                | 2:17 |
| 4.    | San Franciscan Nights                | Vic Briggs, Eric Burdon, Barry Jenkins (en), Danny McCulloch, John Weider | Eric Burdon & The Animals   | 3:22 |
| 5.    | White Rabbit                         | Grace Slick                                                               | Jefferson Airplane          | 2:31 |
| 6.    | I Can See for Miles                  | Pete Townshend                                                            | The Who                     | 4:07 |
| 7.    | A Whiter Shade of Pale               | Gary Brooker, Matthew Fisher, Keith Reid                                  | Procol Harum                | 4:04 |
| 8.    | Groovin'                             | Eddie Brigati, Felix Cavaliere                                            | The Young Rascals           | 2:28 |
| 9.    | High Flyin' Bird                     | Richie Havens                                                             | Richie Havens               | 3:36 |
| 10.   | The Weight                           | Robbie Robertson                                                          | The Band                    | 4:34 |
| 11.   | You Ain't Going Nowhere              | Bob Dylan                                                                 | The Byrds                   | 2:35 |
| 12.   | Time Has Come Today                  | Joe Chambers, Willie Chambers                                             | The Chambers Brothers       | 4:57 |
| 13.   | With a Little Help from My Friends   | John Lennon, Paul McCartney                                               | Joe Cocker                  | 5:12 |
| 14.   | Summertime Blues                     | Eddie Cochran, Jerry Capehart                                             | Blue Cheer                  | 3:47 |
| 15.   | Nights in White Satin                | Justin Hayward                                                            | The Moody Blues             | 4:26 |
| 16.   | Mendocino                            | Doug Sahm                                                                 | Sir Douglas Quintet         | 2:44 |
| 17.   | Get Together                         | Chester Powers                                                            | The Youngbloods             | 4:37 |
| 18.   | My Uncle                             | Chris Hillman, Gram Parsons                                               | The Flying Burrito Brothers | 2:37 |
| 19.   | Something in the Air                 | John Keen                                                                 | Thunderclap Newman          | 3:55 |
| 37:38 |                                      |                                                                           |                             |      |